# Бранел
Бранел (фр. Brenelle) насеље је и општина у североисточној Француској у региону Пикардија, у департману Ен (Пикардија) која припада префектури Соасон.
По подацима из 2011. године у општини је живело 197 становника, а густина насељености је износила 45,39 становника/km². Општина се простире на површини од 4,34 km². Налази се на средњој надморској висини од 150 метара (максималној 174 m, а минималној 60 m).

## Демографија
| 1962. | 1968. | 1975. | 1982. | 1990. | 1999. | 2011. |
| ----- | ----- | ----- | ----- | ----- | ----- | ----- |
| 164   | 204   | 168   | 189   | 184   | 190   | 197   |

График промене броја становника у току последњих година